# Sergio Floccari
Sergio Floccari est un footballeur italien né le 12 novembre 1981 à Vibo Valentia. Il joue au poste d'attaquant.

## Carrière
Sergio Floccari a commencé à jouer en Italie dans le championnat de Serie B sous le maillot du Genoa en 2002-2003. Il a ensuite évolué trois saisons avec Rimini, sa ville de naissance, en Serie C2 et C1 pendant 2 ans avant de rejoindre la Serie A avec Messine où il joua deux ans puis l'Atalanta Bergame où il joua aussi deux ans (ce fut pendant ces deux saisons passées à Bergame qu'il joua le plus de matches). Il retrouve Genoa en 2010 pendant un mois avant de rejoindre la Lazio Rome pour deux ans.
En janvier 2014, il signe en faveur de l'US Sassuolo.